# Braian Lluy
Braian Emanuel Lluy (n. Pergamino, Provincia de Buenos Aires, Argentina; 25 de abril de 1989) es un futbolista argentino. Juega de defensor y su equipo actual es el Douglas Haig, del Torneo Federal A de Argentina.

## Carrera
Comenzó en las categorías infantiles y novena del club Juventud de Pergamino como volante por derecha. De allí pasaría al Racing Club de Avellaneda.
Debutó en la primera de Racing en la tercera fecha del Torneo Pentagonal de Verano de 2009, en el que su equipo empató por 1-1 contra River Plate, en el que fue titular. Su primer partido oficial fue en la tercera fecha del Torneo Clausura 2009, en el clásico perdido por 2-0 contra Independiente, ingresando en reemplazo de José Shaffer. Al poco tiempo jugaría su primer partido oficial como titular en el clásico ganado por la mínima ventaja ante River Plate por la octava fecha del mismo torneo.
El día sábado 6 de marzo de 2010, por la octava fecha del Torneo Clausura, Braian le marcó un gol a Boca Juniors en la Bombonera en la victoria de Racing por 2 a 1.
A fines de agosto de 2019, el club Boca Unidos anunció la incorporación de Lluy en su línea de defensa y su participación en su plantel a partir de la primera semana de septiembre. El anuncio destacó la participación de Lluy en la primera división de Racing y su estancia de cuatro años en Grecia donde jugó más de cien juegos incluidos partidos en la Liga Europa de la UEFA.
En enero de 2020 se incorporó a Platense. Con ese club retornaría a la Primera División del Fútbol Argentino, teniendo la oportunidad de jugar la Copa de la Liga Profesional 2021. Terminado el torneo en junio de 2021, rescindió su contrato con Platense y partió rumbo a Europa para sumarse a las filas del Panetolikos de la Superliga de Grecia.

## Estadísticas

### Clubes
- Actualizado hasta el 9 de junio de 2024.

| Racing Club Argentina | 1.ª                 | 2008-09             | 11  | 0 | -  | - | -  | - | 11  | 0 | 0    |
| Racing Club Argentina | 1.ª                 | 2009-10             | 28  | 1 | -  | - | -  | - | 28  | 1 | 0.04 |
| Racing Club Argentina | 1.ª                 | 2010-11             | 14  | 0 | -  | - | -  | - | 14  | 0 | 0    |
| Racing Club Argentina | 1.ª                 | 2011-12             | 7   | 0 | 2  | 0 | -  | - | 9   | 0 | 0    |
| Racing Club Argentina | 1.ª                 | 2012-13             | 4   | 0 | 1  | 0 | 1  | 0 | 6   | 0 | 0    |
| Racing Club Argentina | Total club          | Total club          | 64  | 1 | 3  | 0 | 1  | 0 | 68  | 1 | 0.01 |
| Asteras Tripolis · Grecia | 1.ª                 | 2013-14             | 26  | 1 | 3  | 0 | -  | - | 29  | 1 | 0.03 |
| Asteras Tripolis · Grecia | 1.ª                 | 2014-15             | 35  | 0 | 1  | 0 | 12 | 0 | 48  | 0 | 0    |
| Asteras Tripolis · Grecia | 1.ª                 | 2015-16             | 23  | 0 | 1  | 0 | 6  | 1 | 30  | 1 | 0.03 |
| Asteras Tripolis · Grecia | Total club          | Total club          | 84  | 1 | 5  | 0 | 18 | 1 | 107 | 2 | 0.02 |
| Quilmes Argentina | 2.ª                 | 2017-18             | 21  | 1 | -  | - | -  | - | 21  | 1 | 0.05 |
| Quilmes Argentina | 2.ª                 | 2018-19             | 16  | 1 | -  | - | -  | - | 16  | 1 | 0.06 |
| Quilmes Argentina | Total club          | Total club          | 37  | 2 | -  | - | -  | - | 37  | 2 | 0.05 |
| Boca Unidos Argentina | 3.ª                 | 2019-20             | 13  | 0 | -  | - | -  | - | 13  | 0 | 0    |
| Boca Unidos Argentina | Total club          | Total club          | 13  | 0 | -  | - | -  | - | 13  | 0 | 0    |
| Platense Argentina | 2.ª                 | 2019-20             | 2   | 0 | 1  | 0 | -  | - | 3   | 0 | 0    |
| Platense Argentina | 2.ª                 | 2020                | 10  | 0 | -  | - | -  | - | 10  | 0 | 0    |
| Platense Argentina | 1.ª                 | 2021                | 13  | 0 | 0  | 0 | -  | - | 13  | 0 | 0    |
| Platense Argentina | Total club          | Total club          | 25  | 0 | 1  | 0 | -  | - | 26  | 0 | 0    |
| Panetolikos · Grecia | 1.ª                 | 2021-22             | 27  | 0 | 5  | 0 | -  | - | 32  | 0 | 0    |
| Panetolikos · Grecia | Total club          | Total club          | 27  | 0 | 5  | 0 | -  | - | 32  | 0 | 0    |
| Apollon Smyrnis · Grecia | 2.ª                 | 2022-23             | 25  | 0 | 0  | 0 | -  | - | 25  | 0 | 0    |
| Apollon Smyrnis · Grecia | Total club          | Total club          | 25  | 0 | 0  | 0 | -  | - | 25  | 0 | 0    |
| Douglas Haig Argentina | 3.ª                 | 2024                | 9   | 0 | 1  | 0 | -  | - | 10  | 0 | 0    |
| Douglas Haig Argentina | Total club          | Total club          | 9   | 0 | 1  | 0 | -  | - | 10  | 0 | 0    |
| Total en su carrera | Total en su carrera | Total en su carrera | 284 | 4 | 15 | 0 | 19 | 1 | 318 | 5 | 0.02 |
| (1) Las copas nacionales se refiere a la Copa Argentina y a la Copa de Grecia. (2) Las copas internacionales se refiere a la Copa Libertadores, a la Copa Sudamericana, a la Liga de Campeones de la UEFA y a la Liga Europa de la UEFA. (3) Media de goles por encuentro. No incluye goles en partidos amistosos. |                     |                     |     |   |    |   |    |   |     |   |      |